# Édit des édiles curules
Dans la Rome antique, l'Édit des édiles curules (en latin : Edictum aedilium curulium), également dit Édit des édiles ou Édit édilicien (Edictum aedilicium) étaient un édit des édiles curules.
La première mention de l'Édit édilicien semble se trouver dans une comédie de Plaute : Les Captifs, acte IV, scène 2.
Dans sa version définitive, il comprenait au moins trois édits particuliers :
- Le de mancipiis vendundis, relatif à la vente des esclaves ;
- Le de iumentis vendundis, relatif à la vente du bétail ;
- Le de feris, relatif aux animaux sauvages.

L'existence d'un quatrième édit particulier, le de castratione puerorum, relatif à la castration des enfants, est contestée.
L'Édit édilicien était affiché à Rome, sur le Forum, à la suite de l'Édit du préteur, dont il constituait une sorte d'annexe.
Il semble avoir été codifié par Julien, à la demande d'Hadrien, vers 130 apr. J.-C., en même temps que l'Édit prétorien.
Il fut commenté par les jurisconsultes : Gaïus, Paul et Ulpien, qui lui consacrent deux libri ad edictum aedilicium curulium.

## Sources
- Vincent (Henri), Le droit des édiles : Étude historique sur les prescriptions édiliciennes sur la vente et la garantie, Paris, Éd. Librairie du Recueil Sirey, 1922, in-8°, XVI-325 p.
- Monier, La garantie contre les vices cachés dans la vente romaine, Paris, Éd. Librairie du Recueil Sirey, Coll. Bibliothèque d'histoire du droit : T. III, 1930, in-8°, XVI-214 p.
- Manna (Lorena), Actio redhibitoria e responsabilità per i vizi della cosa nell'editto de mancipiis vendundis, Milan, Éd. Giuffrè, 1994, IX-288 p.